# Esteros
Esteros è un film del 2016 diretto da Papu Curotto.
Si tratta del sequel del cortometraggio Matías y Jerónimo (2015).

## Trama
Matías e Jerónimo si conoscono fin dall'infanzia. Durante una vacanza fatta prima di iniziare la scuola superiore i due ragazzi scoprono di amarsi ma la loro relazione è ostacolata dal disprezzo che la famiglia di Matías prova nei confronti dell'omosessualità. Matías è così costretto a rinunciare all'amicizia e all'amore di Jerónimo.
Dieci anni dopo, Matías torna nella sua città per il carnevale insieme alla sua fidanzata. L'incontro inaspettato con Jerónimo fa rinascere nei due ragazzi sensazioni assopite da lungo tempo.

## Accoglienza
Con un totale di 2.963 spettatori, Esteros si è piazzato alla posizione numero 279 nella classifica degli incassi cinematografici in Argentina nel 2017.

## Riconoscimenti
- 2016 - Festival del Cinema di Gramado
  - Audience Award - Latin Film Competititon
  - Special Jury Award - Latin Film Competititon
- 2018 - Argentinean Film Critics Association Awards
  - Nomination Miglior attore rivelazione a Esteban Masturini

## Citazioni cinematografiche
- Tra i film che i protagonisti considerano di guardare c'è Halloween - La notte delle streghe.
- I protagonisti affermano che Il ritorno dei morti viventi è "uno dei migliori film sugli zombie dell'universo."